# Tanya Anacleto
Tânia Anacleto Gregório (cũng là Tanya Anacleto, ngày 1 tháng 5 năm 1976  –    Ngày 9 tháng 2 năm 2003) là một cựu vận động viên bơi lội người Mozambique, chuyên về các sự kiện tự do chạy nước rút. Cô đại diện cho Mozambique tại Thế vận hội Mùa hè 2000, và cũng giữ nhiều kỷ lục quốc gia trong một cú đúp tự do nước rút (cả 50 và 100 m).
Anacleto chỉ thi đấu ở nội dung 50 m tự do nữ tại Thế vận hội Mùa hè 2000 ở Sydney. Cô đã nhận được một vé từ FINA, theo chương trình Đại học, trong thời gian nhập cảnh 29,48. Cô đã thách đấu bảy vận động viên bơi lội khác ở nhiệt độ ba, bao gồm Ngozi Monu và thiếu niên 15 tuổi yêu thích hàng đầu của Nigeria, Roshendra Vrolijk. Lặn xuống với phản ứng nhanh nhất 0,64 giây, Anacleto thiêu đốt sân bóng một cách dễ dàng để đập vào tường với thời gian nhanh thứ hai và kỷ lục Mozambique là 28,78. Anacleto đã thất bại trong trận bán kết, khi cô đã xếp thứ 58 trong tổng số 74 vận động viên bơi lội trong các màn dạo đầu.
Vào ngày 9 tháng 2 năm 2003, Anacleto và chồng là Reginaldo Correia đã bị giết ngay lập tức trong một vụ tai nạn đường bộ sau khi xe của họ đâm vào cây trên vùng nông thôn Mozambique.